# Zhu Qinan
Zhu Qinan (chin.: 朱 启南, Zhū Qǐnán; * 15. November 1984 in Wenzhou) ist ein chinesischer Sportschütze in der Disziplin Luftgewehr.
Qinan Zhu hatte seinen ersten großen internationalen Erfolg mit dem Gewinn der Goldmedaille bei den Olympischen Sommerspielen 2004 in Athen mit dem Luftgewehr über 10 Meter. Mit 702,7 Ringen stellte er dabei einen neuen Weltrekord auf. Der Hangzhouer gewann im selben Jahr auch das Finale des Weltcups in Bangkok. Bis 2008 folgten sechs weitere Weltcupsiege und der erneute Sieg beim Weltcupfinale in Bangkok 2007. Bei der Weltmeisterschaft 2006 in Zagreb gewann er mit 697,9 Ringen die Bronzemedaille. Die Asienmeisterschaften in Kuwait beendete Qinan als Vierter mit 696,0 erzielten Ringen. Bei seinen zweiten Olympischen Sommerspielen 2008 in Peking gewann er hinter Abhinav Bindra die Silbermedaille.